# Mammoet
Mammoet (читається «Маммут», що нідерландською мовою значить «Мамонт») — нідерландська компанія, що спеціалізується на підйомі та транспортуванні важких вантажів.
Компанія активно працює в нафтохімічній промисловості, гірничодобувній промисловості та металургії, цивільному будівництві та енергетичному секторі (традиційній та атомній енергетиці, офшорній та береговій вітроенергетиці). Головний офіс холдингової компанії знаходиться в Утрехті (Нідерланди). Європейська штаб-квартира знаходиться в Східамі (Нідерланди).

## Історія

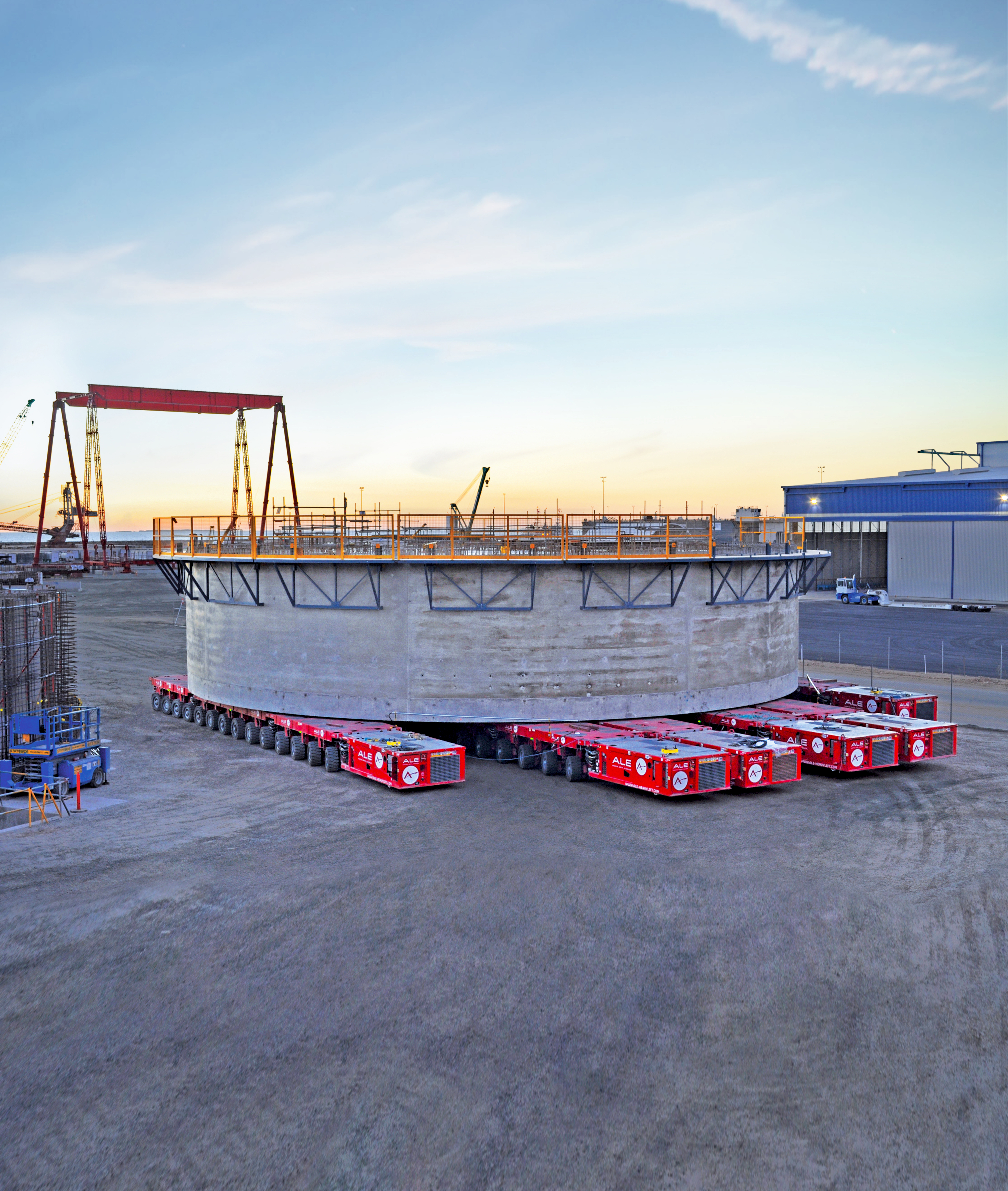
Самохідні модульні транспортери марки Scheuerle.

Компанія була заснована 13 травня 1807 року в Утрехті, коли місцевий підприємець Ян Гедкоп заснував морську компанію Gebroeders Goedkoop («Брати Гедкоп»), придбавши 140-тонне вантажне судно — це був початок промислової революції, і Гедкоп передбачав зростання попиту на важкий транспорт. Компанія пропонувала морські вантажні і пасажирські перевезення. У 1862 році компанія придбала свій перший буксир, а з 1920 року (частково через зростання конкуренції з боку інших видів транспорту, таких як поїзди та трамваї) зосередилася на буксирних і аварійно-рятувальних послугах.
У 1971 році компанія Goedkoop об'єдналася з компанією Van Wezel з Генгело, яка спеціалізувалася на важкому транспорті і кранах. Нова компанія отримала назву Mammoet Transport. У 1972 році було придбано ще одну компанію, Stoof Breda, яка на той час була одним із лідерів на ринку важких машин для підйому та транспортування в Нідерландах.
У 1973 році Mammoet Transport стала дочірньою компанією Koninklijke Nederlandse Stoomboot-Maatschappij (KNSM, «Королівська Нідерландська пароплавна компанія»), розташованої в Амстердамі, та змінила назву на Mammoet. У 1973 році була заснована компанія Mammoet Shipping.
У 1981 році KNSM і Mammoet увійшли до Nedlloyd Group. У 2000 році Mammoet була придбана та об'єднана з компанією Van Seumeren Kraanbedrijf. У 2001 році Mammoet продала свою морську філію Mammoet Shipping судноплавній компанії Spliethoff Group і змінила назву бренду на BigLift Shipping.
В кінці 2006 року SHV Holdings придбала 75 % акцій Mammoet через інвестиційну дочірню компанію. Чверть акцій залишилася в руках сім'ї Ван Сюмерен. 04 липня 2011 було досягнуто угоди, згідно з якою сім'я Ван Сюмерен продала решту акцій SHV і повністю вийшла з Mammoet.
У 2020 році Mammoet об'єдналася з британською компанією ALE, що займається підйомом важких вантажів, тим самим утворивши найбільшу компанію з підйому та транспортування важких вантажів у світі.
14 березня 2023 року материнська компанія SHV Holdings вирішила виставити Mammoet на продаж. Генеральний директор SHV Джерун Дрост припустив, що Mammoet у майбутньому потребуватиме величезних капітальних вкладень, і це не в інтересах SHV. 22 березня 2023 року Mammoet отримала дозвіл від російського уряду продати свою російську дочірню компанію китайському конгломерату Tianjin co Ltd. У 2022 році після початку повномасштабної фази російсько-української війни SHV припинила всі свої нові операції та інвестиції в росії.

## Відомі місії

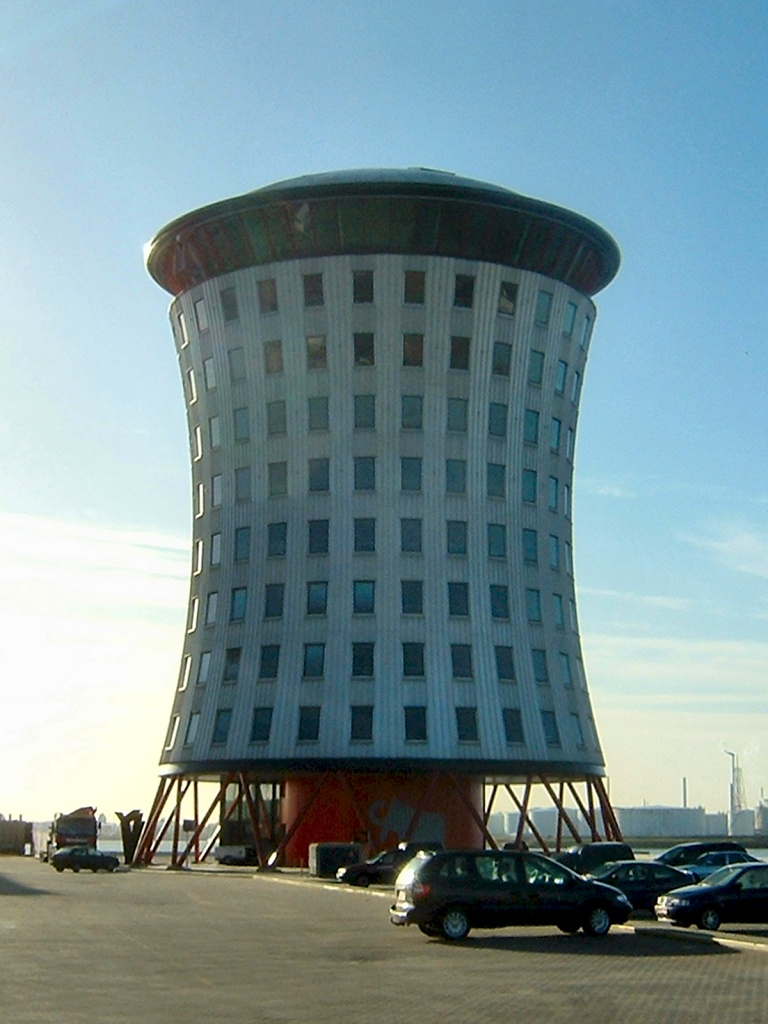
Офіс Mammoet у Східамі.

Компанія Mammoet брала участь у кількох резонансних проєктах з доставки надважких вантажів. Сама будівля офісу компанії у Східамі, сталева споруда, відома як De Bolder (що голландською значить «причальна тумба»), була доставлена компанією до Східаму на понтоні з місця виготовлення у Звейндрехті.
- 2000, Баренцове море: підняття російського атомного підводного човна «Курськ».
- 2007, Німеччина: перенесення церкви Еммаус[de] з Гойерсдорфа[de] до Борни.
- 2009, Магелланова протока (біля берегів Аргенитини): підняття 9,5-тонного вантажу золотих і срібних зливків із затонулого чилійського судна Polar Mist[de].
- 2011, Рейн біля Занкт-Гоарсгаузена, порятунок пошкодженого внутрішнього танкера Waldhof[de].
- 2012, Україна: будівництво захисної оболонки «Новий безпечний конфайнмент» для пошкодженої у 1986 році Чорнобильської АЕС.
- 2019, Лондон: транспортування тунелебурильної машини вагою 600 тонн для проєкту Thames Tideway Tunnel[en][5].
- 2021, Лінц, Австрія: транспортування частин нового мосту через Дунай.
- 2024, Костшин-над-Одрою: перевезення і встановлення залізничного мосту через Одер на німецько-польському кордоні[6].